# Youba Ould H’Meïde
Youba Mohamed Ould H’Meïde (* 1. Januar 1976 in Nouakchott) ist ein ehemaliger mauretanischer Leichtathlet, der sich auf den Sprint spezialisiert hatte.

## Biografie
Youba Ould H’Meïde nahm bei den Olympischen Spielen 2004 in Athen im 400-Meter-Lauf teil, schied jedoch als Letzter seines Vorlaufes aus. Bei der Eröffnungsfeier war Ould H’Meïde Fahnenträger der mauretanischen Mannschaft.
Darüber hinaus nahm er an den Weltmeisterschaften 2001 im 400-Meter-Lauf teil.